# Lista postaci serialu Dr House
Lista postaci z serialu Dr House.

## Członkowie zespołu dr. House’a

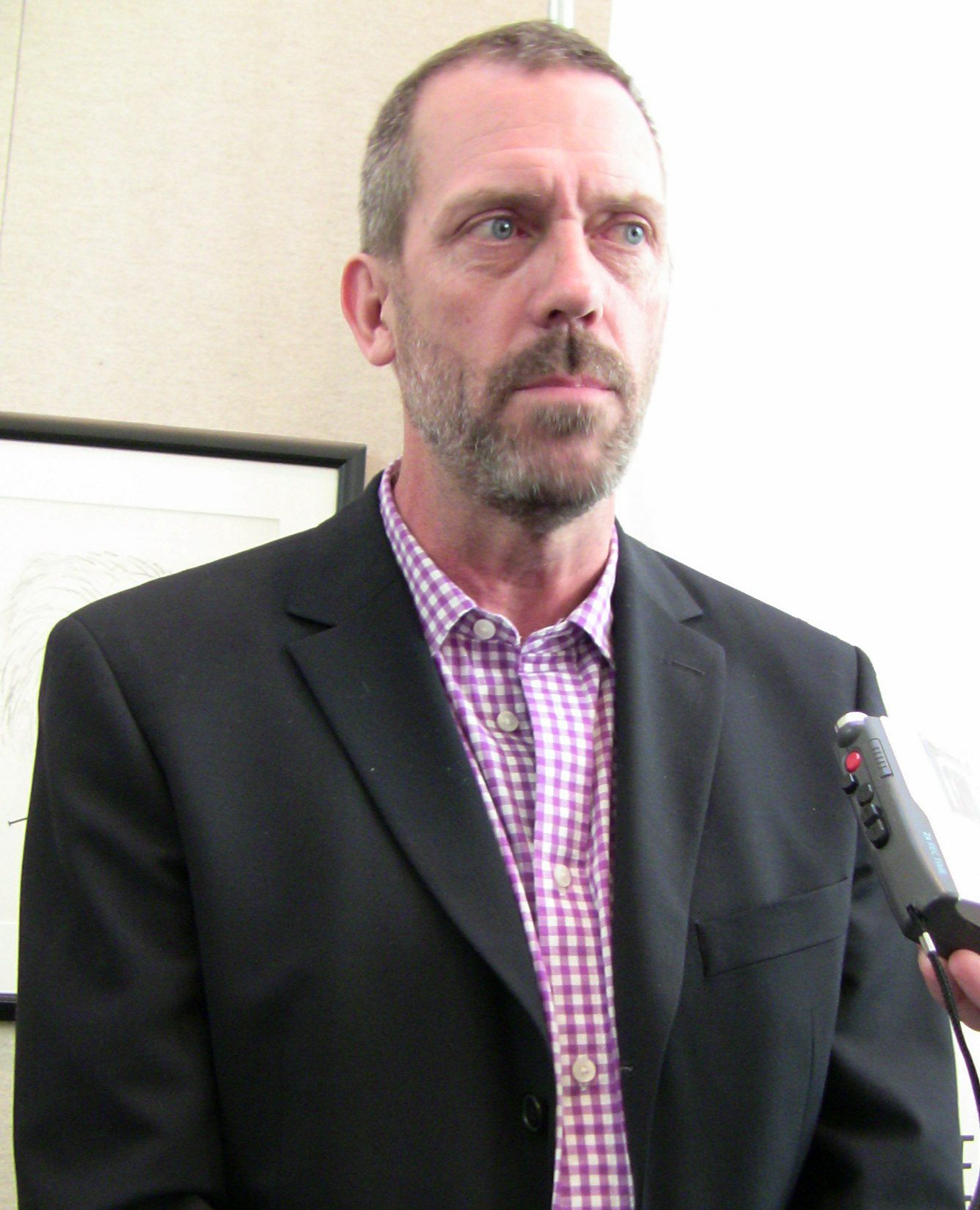
Hugh Laurie – odtwórca roli House’a

### Gregory House
Gregory House (Hugh Laurie) – cyniczny, lecz zarazem błyskotliwy i przenikliwy diagnosta cieszący się w środowisku medycznym opinią szaleńca i wichrzyciela. Doktor House chodzi o lasce, ponieważ kilka lat wcześniej nie zdiagnozowano u niego na czas zawału mięśnia czworogłowego uda, w konsekwencji którego doszło do martwicy. Z tego też powodu cierpi na przewlekły ból. By go złagodzić, zażywa Vicodin, od którego jest uzależniony. W szóstym sezonie, po pobycie w szpitalu psychiatrycznym, przestaje zażywać Vicodin. Ma dwie specjalizacje: z nefrologii i chorób zakaźnych. W finale szóstego sezonu wiąże się z dr. Lisą Cuddy.

### Eric Foreman
Eric Foreman (Omar Epps) – neurolog, członek zespołu dr. House’a. Z końcem trzeciego sezonu odchodzi z pracy. W czwartym sezonie kieruje oddziałem diagnostycznym w innym szpitalu, lecz zostaje wyrzucony za złamanie zasad w celu uratowania pacjenta. Zostaje ponownie zatrudniony w Princeton-Plainsboro jako członek zespołu dra House’a. Był w związku z Trzynastką. W ósmym sezonie pełni rolę administratora szpitala Princeton-Plainsboro.

### Allison Cameron
Allison Cameron (Jennifer Morrison) – alergoimmunolog, członek zespołu House’a, z początkiem czwartego sezonu lekarka pracująca na izbie przyjęć. W szóstym sezonie opuszcza zespół House’a i odchodzi z Princeton-Plainsboro.

### Robert Chase
Robert Chase (Jesse Spencer) – specjalista intensywnej terapii, chirurg, były mąż Allison Cameron, członek zespołu House’a, z początkiem czwartego sezonu jeden z chirurgów, od szóstego sezonu powtórnie w zespole. Od sezonu piątego jego wartość w oczach House’a stale rośnie. Robert staje się coraz bardziej pewny siebie, przez co jego diagnozy są coraz lepsze. W sezonie szóstym celowo uśmierca dyktatora pewnego afrykańskiego państwa, by zapobiec dalszej wojnie domowej. Z opresji wybawiają go Foreman i House, którzy ukrywają ten fakt przed światem i niszczą dowody.

### Chris Taub
Chris Taub (Peter Jacobson) – chirurg plastyczny, od sezonu czwartego członek zespołu House’a. Musiał porzucić dobrze płatną posadę chirurga plastycznego po skandalizującym romansie z pielęgniarką. House bez przerwy szydzi z jego wielkiego nosa i marnego wzrostu, ale ceni go jako lekarza. Małżeństwo Tauba przeżywa permanentny kryzys, a on sam wdaje się w dalsze romanse z pielęgniarkami.

### Lawrence Kutner
Lawrence Kutner (Kal Penn) – specjalista medycyny sportowej, od sezonu czwartego członek zespołu House’a. W piątym sezonie popełnia samobójstwo strzelając sobie w głowę. Pojawia się epizodycznie w finałowym odcinku tegoż sezonu jako halucynacja House’a.

### Remy Hadley
Trzynastka, właściwie: Remy Beuregard Hadley (Olivia Wilde) – internistka, od sezonu czwartego członek zespołu dr. House’a. Była dziewczyna Foremana. Nieuleczalnie chora na pląsawicę Huntingtona.

### Martha M. Masters
Martha M. Masters (Amber Tamblyn) – studentka 3. roku medycyny, zatrudniona w siódmym sezonie przez dr. House’a na polecenie dr. Cuddy. Liceum ukończyła w wieku 15 lat, a następnie uzyskała doktorat z historii sztuki i matematyki stosowanej.

### Amber Volakis
Amber Volakis (Anne Dudek) – postać drugoplanowa, lekarka ubiegająca się o posadę u dr. House’a w czwartym sezonie, później w związku z dr. Wilsonem. Z końcem czwartego sezonu wypisana ze scenariusza, w piątym sezonie pojawia się ponownie, jako omam wytworzony przez podświadomość House’a.

### Chi Park
Chi Park (Charlyne Yi) – Chi Park jest córką Koreańczyka i Filipinki. Szkołę medyczną ukończyła wśród 2% najlepszych ze swojego rocznika. Nadal mieszka ze swoimi rodzicami i nie ma chłopaka. Po raz pierwszy pojawia się w drugim odcinku ósmego sezonu, kiedy to pomagała rozwiązać pierwszą sprawę House’a po wyjściu z więzienia.

### Jessica Adams
Jessica Adams (Odette Annable) – Jessica Adams pochodzi prawdopodobnie z bogatej rodziny i nie ma kłopotów finansowych, co wychodzi na jaw, gdy kupuje dr Park drogi prezent. Odbywała rezydenturę w szkole medycznej Johns Hopkins University. Po raz pierwszy pojawia się w premierze ósmego sezonu, gdzie pracuje jako lekarz więzienny.

## Pozostali

### James Wilson

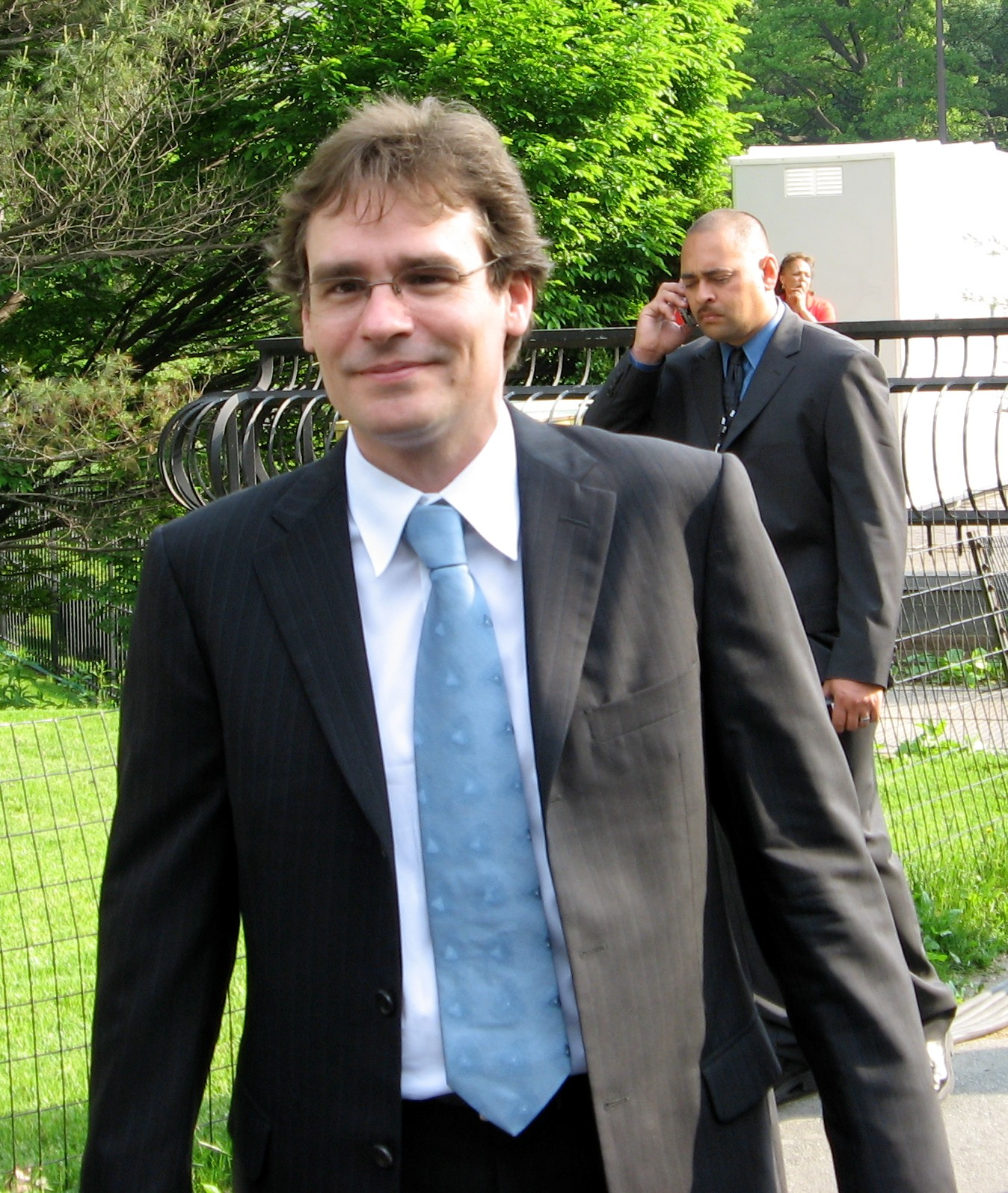
Robert Sean Leonard jako James Wilson

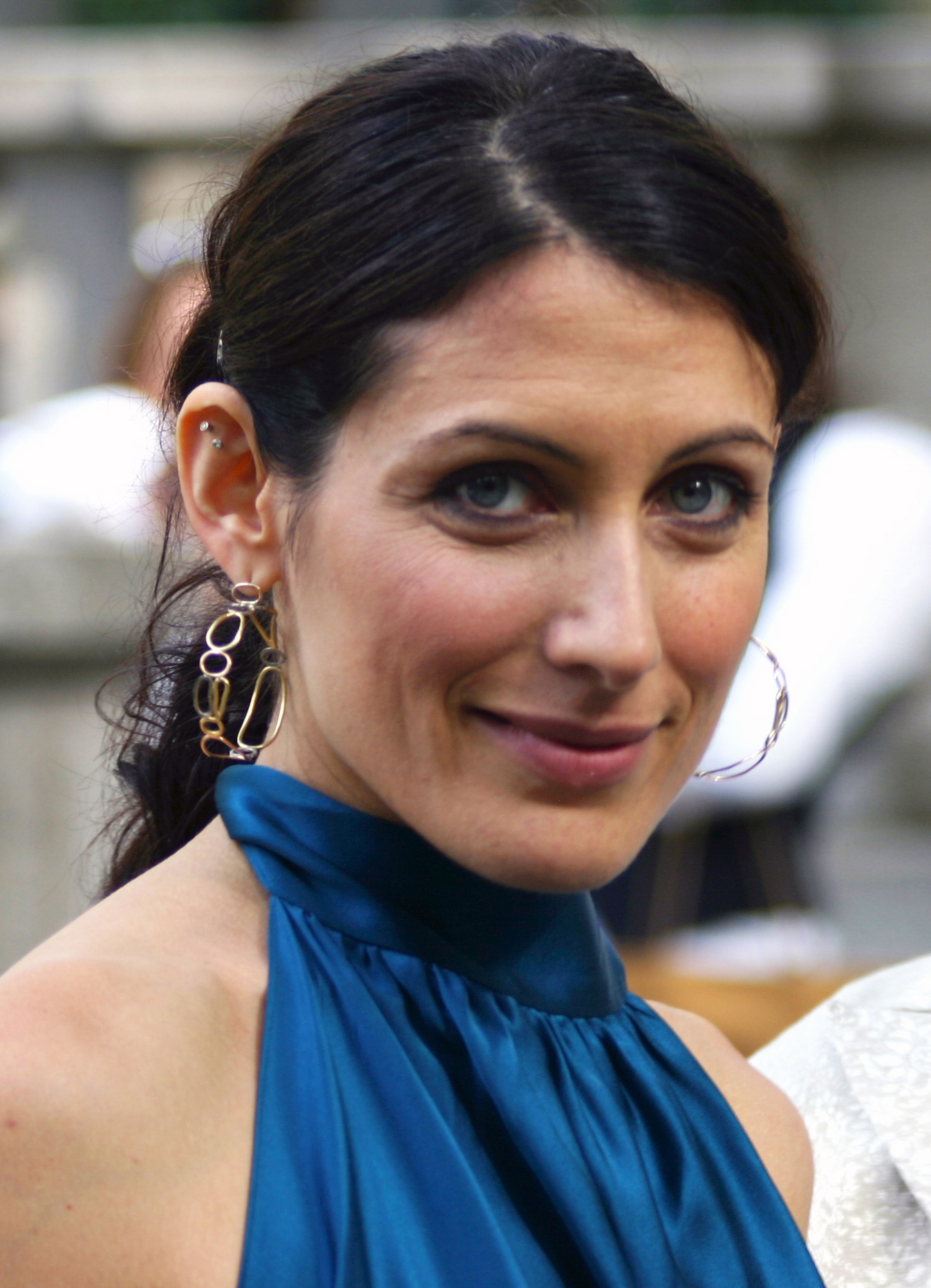
Lisa Edelstein jako dr Lisa Cuddy

James Wilson (Robert Sean Leonard) – onkolog w szpitalu Princeton-Plainsboro, przyjaciel dr. House’a, trzykrotnie żonaty. W szóstym sezonie w związku z Sam Carr, swoją byłą pierwszą żoną. Wilson to swego rodzaju alter ego dr. Watsona. Spokojny i rozważny przyjaciel szalonego geniusza, wybaczający mu wszelkie dziwactwa i wyskoki, wyciągający go bez przerwy z różnych opresji. Wilson i House to prawdziwi przyjaciele, wierni i oddani sobie, zawsze mogący na siebie liczyć. Nie widać tego w rozmowach jakie ze sobą prowadzą, ale w serialu było wiele dowodów na to, jak jeden potrafi bezinteresownie poświęcić się dla drugiego.

### Lisa Cuddy
Lisa Cuddy (Lisa Edelstein) – endokrynolog, dziekan medycyny i administrator szpitala Princeton-Plainsboro w New Jersey. W piątym sezonie adoptuje dziecko pacjentki, Rachel. Od finału szóstego sezonu partnerka House’a. Od końca sezonu siódmego wypisana ze scenariusza.

### Stacy Warner
Stacy Warner (Sela Ward) – postać drugoplanowa, była partnerka House’a; w drugim sezonie doradca prawny szpitala, później wypisana ze scenariusza.

### Lucas Douglas
Lucas Douglas (Michael Weston) – postać drugoplanowa, prywatny detektyw, wynajęty przez House’a w piątym sezonie. Powraca w szóstym sezonie jako partner dr Cuddy, później wypisany ze scenariusza.

### Sam Carr
Sam Carr (Cynthia Watros) – postać drugoplanowa, pierwsza była żona Wilsona. Zjawia się w szóstym sezonie jako partnerka Wilsona.